# Monotoma affinis
Monotoma affinis is een keversoort uit de familie kerkhofkevers (Monotomidae). De wetenschappelijke naam van de soort werd in 1986 gepubliceerd door Nikolay Borisovich Nikitskiy.